# كأس السوبر المصري 2012
كأس السوبر المصري 2012 هو النسخة الحادية عشر من بطولة كأس السوبر المصري، وهي بطولة تقام سنويًا بين بطل الدوري المصري الممتاز وبطل كأس مصر في آخر موسم للبطولتين. فاز الأهلي (بطل الدوري) على إنبي (بطل الكأس) بنتيجة 2-1، محرزًا الأهلي بذلك لقبه السابع والثاني على التوالي.

## المباراة
| الأهلي                                    | 2–1   | إنبي           |
| ----------------------------------------- | ----- | -------------- |
| عبد الله السعيد 65' · محمد ناجي جدو 90+1' | تقرير | محمد شعبان 78' |